# جایزه ادبی فنلاند
جایزه ادبی فنلاند (به فنلاندی: Finlandia-palkinto) یک جایزه ادبی در فنلاند است که توسط بنیاد کتاب فنلاند اعطا می‌شود. این جایزه از سال ۱۹۸۴ هر ساله با مبلغ ۳۰۰۰۰ یورو در سه بخش به نویسندگان بهترین رمان فنلاندی، کتاب کودک و کتاب غیرداستانی اهدا می‌شود. آثار ارسال شده برای نامزدی ممکن است به زبان فنلاندی یا زبان سوئدی باشند و همچنین آثاری به زبان‌های دیگر نیز ممکن است در نظر گرفته شوند.